# Anelaphus villosus
Anelaphus villosus là một loài bọ cánh cứng trong họ Cerambycidae.